# Mistrzostwa Ameryki Północnej i Karaibów w Piłce Ręcznej Mężczyzn 2024
Mistrzostwa Ameryki Północnej i Karaibów w Piłce Ręcznej Mężczyzn 2024 – drugie mistrzostwa Ameryki Północnej i Karaibów w piłce ręcznej mężczyzn, oficjalny międzynarodowy turniej piłki ręcznej o randze mistrzostw kontynentu zorganizowany przez NACHC mający na celu wyłonienie najlepszej męskiej reprezentacji narodowej w Ameryce Północnej i Karaibach. Odbył się w dniach 6–12 maja 2024 roku w mieście Meksyk. Mistrzostwa były jednocześnie eliminacjami do MŚ 2025.
O jedno miejsce premiowane awansem na MŚ 2025 rywalizowały sześć reprezentacji – w pierwszej fazie systemem kołowym, a następnie czołowa dwójka zmierzyła się w meczu finałowym, pozostałe zaś zagrały o poszczególne lokaty. Fazę grupową z kompletem zwycięstw zakończyła reprezentacja Kuby, która również zwyciężyła w meczu finałowym.

## Faza grupowa
| 6 maja 202415:30 | Grenlandia | 32:23(16:14) | Kanada | Centro Deportivo Olímpico Mexicano, Meksyk Widzów: 100 Sędzia: Coba, Osalde |
| 6 maja 202415:30 |            | 32:23(16:14) |        | Centro Deportivo Olímpico Mexicano, Meksyk Widzów: 100 Sędzia: Coba, Osalde |

| 6 maja 202417:30 | Kuba | 34:17(16:9) | Portoryko | Centro Deportivo Olímpico Mexicano, Meksyk Widzów: 100 Sędzia: Agramonte, de Jesús |
| 6 maja 202417:30 |      | 34:17(16:9) |           | Centro Deportivo Olímpico Mexicano, Meksyk Widzów: 100 Sędzia: Agramonte, de Jesús |

| 6 maja 202419:30 | Stany Zjednoczone | 28:37(12:15) | Meksyk | Centro Deportivo Olímpico Mexicano, Meksyk Widzów: 150 Sędzia: Estrada, Pineda |
| 6 maja 202419:30 |                   | 28:37(12:15) |        | Centro Deportivo Olímpico Mexicano, Meksyk Widzów: 150 Sędzia: Estrada, Pineda |

| 7 maja 202414:00 | Kanada | 24:40(11:19) | Kuba | Centro Deportivo Olímpico Mexicano, Meksyk Widzów: 39 Sędzia: Osalde, Coba |
| 7 maja 202414:00 |        | 24:40(11:19) |      | Centro Deportivo Olímpico Mexicano, Meksyk Widzów: 39 Sędzia: Osalde, Coba |

| 7 maja 202416:00 | Portoryko | 25:26(12:9) | Stany Zjednoczone | Centro Deportivo Olímpico Mexicano, Meksyk Widzów: 100 Sędzia: Agramonte, de Jesús |
| 7 maja 202416:00 |           | 25:26(12:9) |                   | Centro Deportivo Olímpico Mexicano, Meksyk Widzów: 100 Sędzia: Agramonte, de Jesús |

| 7 maja 202418:00 | Meksyk | 25:26(10:12) | Grenlandia | Centro Deportivo Olímpico Mexicano, Meksyk Widzów: 316 Sędzia: Reyes, Zúñiga |
| 7 maja 202418:00 |        | 25:26(10:12) |            | Centro Deportivo Olímpico Mexicano, Meksyk Widzów: 316 Sędzia: Reyes, Zúñiga |

| 8 maja 202414:00 | Stany Zjednoczone | 34:26(13:14) | Kanada | Centro Deportivo Olímpico Mexicano, Meksyk Widzów: 110 Sędzia: Estrada, Pineda |
| 8 maja 202414:00 |                   | 34:26(13:14) |        | Centro Deportivo Olímpico Mexicano, Meksyk Widzów: 110 Sędzia: Estrada, Pineda |

| 8 maja 202416:00 | Grenlandia | 26:35(12:21) | Kuba | Centro Deportivo Olímpico Mexicano, Meksyk Widzów: 114 Sędzia: Agramonte, de Jesús |
| 8 maja 202416:00 |            | 26:35(12:21) |      | Centro Deportivo Olímpico Mexicano, Meksyk Widzów: 114 Sędzia: Agramonte, de Jesús |

| 8 maja 202418:00 | Meksyk | 31:20(14:8) | Portoryko | Centro Deportivo Olímpico Mexicano, Meksyk Widzów: 345 Sędzia: Reyes, Zúñiga |
| 8 maja 202418:00 |        | 31:20(14:8) |           | Centro Deportivo Olímpico Mexicano, Meksyk Widzów: 345 Sędzia: Reyes, Zúñiga |

| 10 maja 202414:00 | Grenlandia | 29:22(15:11) | Portoryko | Centro Deportivo Olímpico Mexicano, Meksyk Sędzia: Reyes, Zúñiga |
| 10 maja 202414:00 |            | 29:22(15:11) |           | Centro Deportivo Olímpico Mexicano, Meksyk Sędzia: Reyes, Zúñiga |

| 10 maja 202416:00 | Kuba | 32:23(13:9) | Stany Zjednoczone | Centro Deportivo Olímpico Mexicano, Meksyk Widzów: 120 Sędzia: Coba, Osalde |
| 10 maja 202416:00 |      | 32:23(13:9) |                   | Centro Deportivo Olímpico Mexicano, Meksyk Widzów: 120 Sędzia: Coba, Osalde |

| 10 maja 202418:00 | Kanada | 24:25(13:12) | Meksyk | Centro Deportivo Olímpico Mexicano, Meksyk Widzów: 231 Sędzia: Estrada, Pineda |
| 10 maja 202418:00 |        | 24:25(13:12) |        | Centro Deportivo Olímpico Mexicano, Meksyk Widzów: 231 Sędzia: Estrada, Pineda |

| 11 maja 202414:00 | Portoryko | 27:26(16:15) | Kanada | Centro Deportivo Olímpico Mexicano, Meksyk Widzów: 100 Sędzia: Coba, Osalde |
| 11 maja 202414:00 |           | 27:26(16:15) |        | Centro Deportivo Olímpico Mexicano, Meksyk Widzów: 100 Sędzia: Coba, Osalde |

| 11 maja 202416:00 | Stany Zjednoczone | 32:30(15:15) | Grenlandia | Centro Deportivo Olímpico Mexicano, Meksyk Sędzia: Reyes, Zúñiga |
| 11 maja 202416:00 |                   | 32:30(15:15) |            | Centro Deportivo Olímpico Mexicano, Meksyk Sędzia: Reyes, Zúñiga |

| 11 maja 202418:00 | Meksyk | 20:34(9:18) | Kuba | Centro Deportivo Olímpico Mexicano, Meksyk Widzów: 400 Sędzia: Agramonte, de Jesús |
| 11 maja 202418:00 |        | 20:34(9:18) |      | Centro Deportivo Olímpico Mexicano, Meksyk Widzów: 400 Sędzia: Agramonte, de Jesús |

## Faza pucharowa

### Mecz o miejsca 1–2
| 12 maja 202417:00 | Kuba | 36:21(18:10) | Meksyk | Centro Deportivo Olímpico Mexicano, Meksyk Widzów: 279 Sędzia: Estrada, Pineda |
| 12 maja 202417:00 |      | 36:21(18:10) |        | Centro Deportivo Olímpico Mexicano, Meksyk Widzów: 279 Sędzia: Estrada, Pineda |

### Mecz o miejsca 3–4
| 12 maja 202415:00 | Stany Zjednoczone | 25:29(12:15) | Grenlandia | Centro Deportivo Olímpico Mexicano, Meksyk Sędzia: Agramonte, de Jesús |
| 12 maja 202415:00 |                   | 25:29(12:15) |            | Centro Deportivo Olímpico Mexicano, Meksyk Sędzia: Agramonte, de Jesús |

### Mecz o miejsca 6–6
| 12 maja 202413:00 | Portoryko | 23:29(8:16) | Kanada | Centro Deportivo Olímpico Mexicano, Meksyk Widzów: 50 Sędzia: Reyes, Zúñiga |
| 12 maja 202413:00 |           | 23:29(8:16) |        | Centro Deportivo Olímpico Mexicano, Meksyk Widzów: 50 Sędzia: Reyes, Zúñiga |

## Klasyfikacja końcowa
| Miejsce | Reprezentacja     | Składy | Uwagi          |
| ------- | ----------------- | ------ | -------------- |
| złoto   | Kuba              |        | awans: MŚ 2025 |
| srebro  | Meksyk            |        | -              |
| brąz    | Grenlandia        |        | -              |
| 4       | Stany Zjednoczone |        | -              |
| 5       | Kanada            |        | -              |
| 6       | Portoryko         |        | -              |